# Кубок північноірландської ліги з футболу 2011—2012
Кубок північноірландської ліги 2011–2012 (англ. Irn-Bru Cup) — 26-й розіграш Кубка північноірландської ліги. У кубку взяли участь клуби Прем'єр-ліги, 1-го і 2-го Чемпіоншипів Футбольної ліги Північної Ірландії. Перемогу вдруге в історії здобув Крузейдерс.

## Календар
| Раунд        | Дата               | Матчі | Клуби   |
| ------------ | ------------------ | ----- | ------- |
| Перший раунд | 27-30 серпня 2011  | 10    | 42 → 32 |
| 1/16 фіналу  | 20-21 вересня 2011 | 16    | 32 → 16 |
| 1/8 фіналу   | 12 жовтня 2011     | 8     | 16 → 8  |
| 1/4 фіналу   | 16 листопада 2011  | 4     | 8 → 4   |
| 1/2 фіналу   | 13 грудня 2011     | 2     | 4 → 2   |
| Фінал        | 28 січня 2012      | 1     | 2 → 1   |

## Перший раунд
| Команда 1                  | Рахунок | Команда 2                     |
| -------------------------- | ------- | ----------------------------- |
| 27 серпня 2011             |         |                               |
| Бенбрідж Таун (2)          | 0:1     | Ворренпойнт Таун (2)          |
| 30 серпня 2011             |         |                               |
| Енней Юнайтед (3)          | 4:0     | Мойола Парк (3)               |
| Лурган Селтік (3)          | 1:3 дч  | Харленд-енд-Вульф Велдерс (2) |
| Дандела (3)                | 3:4 дч  | Ларн (2)                      |
| Портстюарт (3)             | 1:4     | Коа Юнайтед (3)               |
| Баллінамаллард Юнайтед (2) | 3:0     | Інститут (2)                  |
| Балліклейр Комрад (3)      | 3:0     | Баллімоні Юнайтед (3)         |
| Гліб Рейнджерс (2)         | 2:3     | Лофгол (2)                    |
| Кіллімун Рейнджерс (3)     | 5:4 дч  | Квінз Юніверсіті (3)          |
| Армаг Сіті (3)             | 0:2     | Спорт-енд-Леже Свіфтс (3)     |

## 1/16 фіналу
| Команда 1                  | Рахунок | Команда 2                     |
| -------------------------- | ------- | ----------------------------- |
| 20 вересня 2011            |         |                               |
| Балліклейр Комрад (3)      | 4:6 дч  | Лінфілд                       |
| Балліміна Юнайтед          | 7:0     | Чімні Корнер (3)              |
| Бангор (2)                 | 3:2     | Енней Юнайтед (3)             |
| Кліфтонвілль               | 3:1     | Ардс (2)                      |
| Колрейн                    | 3:1     | Нокбреда (3)                  |
| Крузейдерс                 | 6:1     | ПСНІ (3)                      |
| Дергв'ю (2)                | 2:1 дч  | Харленд-енд-Вульф Велдерс (2) |
| Доунгал Селтік             | 4:0     | Вейкгерст (3)                 |
| Данганнон Свіфтс           | 4:0     | Лофгол (2)                    |
| Гленавон                   | 10:0    | Коа Юнайтед (3)               |
| Гленторан                  | 7:0     | Кіллімун Рейнджерс (3)        |
| Лісберн Дістіллері         | 2:0     | Тобермор Юнайтед (2)          |
| Ньюрі Сіті (2)             | 4:2     | Ларн (2)                      |
| Портадаун                  | 3:0     | Ворренпойнт Таун (2)          |
| Баллінамаллард Юнайтед (2) | 0:2     | Лімаваді Юнайтед (2)          |
| 21 вересня 2011            |         |                               |
| Каррік Рейнджерс           | 5:1     | Спорт-енд-Леже Свіфтс (3)     |

## 1/8 фіналу
| Команда 1          | Рахунок         | Команда 2            |
| ------------------ | --------------- | -------------------- |
| 12 жовтня 2011     |                 |                      |
| Бангор (2)         | 0:2             | Балліміна Юнайтед    |
| Кліфтонвілль       | 5:0             | Данганнон Свіфтс     |
| Доунгал Селтік     | 0:1             | Дергв'ю (2)          |
| Гленторан          | 2:1             | Портадаун            |
| Лінфілд            | 0:0 дч пен. 5:6 | Гленавон             |
| Лісберн Дістіллері | 2:4             | Крузейдерс           |
| Ньюрі Сіті (2)     | 0:3             | Колрейн              |
| Каррік Рейнджерс   | 3:1             | Лімаваді Юнайтед (2) |

## 1/4 фіналу
| Команда 1         | Рахунок | Команда 2         |
| ----------------- | ------- | ----------------- |
| 16 листопада 2011 |         |                   |
| Каррік Рейнджерс  | 0:7     | Крузейдерс        |
| Дергв'ю (2)       | 2:6     | Балліміна Юнайтед |
| Гленавон          | 1:2     | Кліфтонвілль      |
| Гленторан         | 1:2     | Колрейн           |

## 1/2 фіналу
| Команда 1         | Рахунок | Команда 2  |
| ----------------- | ------- | ---------- |
| 13 грудня 2011    |         |            |
| Балліміна Юнайтед | 0:1     | Крузейдерс |
| Кліфтонвілль      | 1:2 дч  | Колрейн    |

## Фінал
| 28 січня 2012 16:30 (EEST) |

| Колрейн | 0:1      | Крузейдерс |
| ------- | -------- | ---------- |
|         | Протокол | Морроу 34' |

| Балліміна Шоуграундс, Балліміна Арбітр: Браян Теркінгтон |